# Cavosteliidae
Ordre
Famille
Les Cavosteliidae sont l'unique famille d'amibes de l’ordre des Cavosteliida (classe des Variosea).

## Étymologie
Le nom de la famille vient du genre type Cavostelium, probablement dérivé du latin cav « creux », et stelis « gui » ou stelli « étoile ».

## Description
L'espèce type Cavostelium apophysatum, pousse sous forme amibienne dans des cultures bactériennes. Il a été isolé à partir de parties de plantes matures ou mortes, notamment de vieux épis et panicules de maïs, d'inflorescences glumacées, de gousses de légumineuses, de capsules de coton, de fleurs mortes et de vieux fruits charnus de Lantana.

Dans sa publication de 1964, Lindsay S. Olive (d) en donne la définition suivante : 

« Amibes-flagellés produisant des sporanges à une ou quelques spores sur des tiges non cellulaires ; cellules flagellées généralement avec un seul flagelle antérieur. »

## Habitat
Cavostelium apophysatum vit dans les régions tropicales et tempérées chaudes d'une grande partie du monde.

## Liste des genres
Selon IRMNG (3 mars 2025) et The Taxonomicon (3 mars 2025) :
- Cavostelium L.S. Olive, 1965
  - espèce type : Cavostelium apophysatum L.S. Olive, 1965
- Schizoplasmodiopsis L.S. Olive, 1967
- Tychosporium F.W. Spiegel in F.W. Spiegel, D.L. Moore & J. Feldman, 1995

## Systématique
L'ordre des Cavosteliida a été créé en 2012 par Lora Shadwick (d) et Frederick W. Spiegel (d) dans une publication de Sina M. Adl (d) et al..
La famille des Cavosteliidae a été créée en 1964 par Lindsay Shepherd Olive (d),.
Cavosteliidae a pour synonyme : Cavosteliaceae L.S. Olive, 1965

### Publications originales
- Ordre des Cavosteliida :
  - (en) Sina M Adl, Alastair G B Simpson, Christopher E. Lane, Julius Lukeš, David Bass, Samuel S. Bowser, Matthew W Brown, Fabien Burki, Micah Dunthorn, Vladimir Hampl, Aaron Heiss, Mona Hoppenrath, Enrique Lara, Line Le Gall, Denis H Lynn, Hilary McManus, Edward A D Mitchell, Sharon E. Mozley-Stanridge, Laura W Parfrey, Jan Pawlowski, Sonja Rueckert, Laura Shadwick, Conrad L Schoch, Alexeï Valeryevich Smirnov et Frederick W Spiegel, « The Revised Classification of Eukaryotes », Journal of Eukaryotic Microbiology, International Society of Protistologists, vol. 59, no 5,‎ 1er septembre 2012, p. 429-493 (ISSN 1066-5234 et 1550-7408, PMID 23020233, PMCID 3483872, DOI 10.1111/J.1550-7408.2012.00644.X, lire en ligne).[note 1]
- Famille des Cavosteliidae :
  - (en) Lindsay S. Olive, « A New Member of the Mycetozoa », Mycologia, Mycological Society of America (d), NYBG et Taylor & Francis, vol. 56, no 6,‎ novembre 1964, p. 885-896 (ISSN 0027-5514 et 1557-2536, OCLC 1640733, DOI 10.1080/00275514.1964.12018179, JSTOR 3756653).